# Beure aigua del mar
Beure aigua del mar com a remei terapèutic és una pràctica que es remunta al segle XIX: René Quinton, que va assimilar aquest compost al plasma intracel·lular i li va atribuir diverses propietats curatives. Malgrat que al segle XXI ha tornat a prendre protagonisme, aquesta pràctica no ha demostrat cap mena de benefici terapèutic i, addicionalment, pot resultar perillosa a causa de la contaminació per bacteris fecals. Defensors d'aquesta pràctica són Laureano Domínguez, Francisco García-Donas o Ángel Gracia, que l'inclou en la seva dieta del dofí.

## Base científica
Està demostrat que el cos necessita aigua i necessita sals però això no fa que beure aigua de la mar sigui el més adequat. No s'ha demostrat cap de les suposades propietats teurapèutiques que se li atribueixen.
Ni tan sols es recomana beure aigua de la mar en situacions de supervivència. Beure aigua de mar per mantenir la hidratació és contraproduent; s'ha d'excretar més aigua per eliminar la sal (a través de l'orina) que la quantitat d'aigua obtinguda a partir de l'aigua marina. Els manuals de supervivència desaconsellen repetidament el consum d'agua de la mar. Un resum de 163 viatges de salvament va estimar el risc de mort al 39% per a aquells que van beure aigua de mar, en comparació amb el 3% per a aquells que no ho van fer. L'efecte de la ingesta d'aigua salada a les rates confirma els efectes negatius de consumir aigua de mar quan hi ha deshidratació.